# Aura Noir
Aura Noir er et norsk black/thrash metal-band fra Oslo. Aura Noir er voldsomt påvirket af tidlige thrashbands såsom Slayer, Sodom og Kreator,[kilde mangler] og har dedikeret flere sange til sidstnævnte. Bandets sangtekster omhandler hovedsageligt blasfemi, døden og aggressivitet.
De var det første band til at skrive kontrakt med Peaceville Records' datterselskab Tyrant Syndicate Productions, som køres af Darkthrones to medlemmer Fenriz og Nocturno Culto.

## Medlemmer
- Aggressor (Carl-Michael Eide) – Guitar, bas, trommer (indtil 2005), vokal
- Apollyon (Ole Jørgen Moe) – Guitar, bas, trommer, vokal
- Blasphemer (Rune Eriksen) – Guitar

## Diskografi

### Studiealbum
- 1996: Black Thrash Attack
- 1998: Deep Tracts of Hell
- 2004: The Merciless
- 2008: Hades Rise
- 2012: Out to Die
- 2018: Aura Noire

### Ep'er
- 1995: Dreams Like Deserts

### Opsamlingsalbum
- 2001: Increased Damnation
- 2005: Deep Dreams of Hell

### Demoer
- 1993: Unavngivet demo
- 1994: Two Voices, One King

### Splitalbum
- 2004: Überthrash (med Audiopain, Infernö og Nocturnal Breed)
- 2005: Überthrash II (med Audiopain, Infernö og Nocturnal Breed)

## Fodnoter
1. ↑  "Aura Noir" (engelsk). Encyclopaedia Metallum. Hentet 28. februar 2009.